# Gaerwen

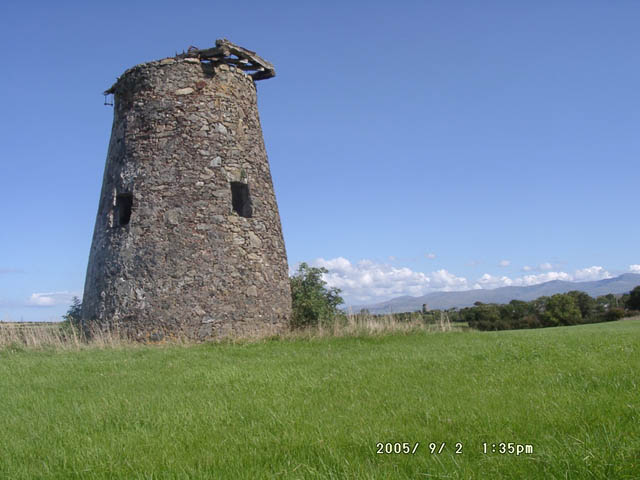
Uno de los molinos de viento de Gaerwen

Gaerwen es un pueblo en la isla de Anglesey, al norte de Gales. Se sitúa al sur de la isla 5 millas al oeste de Llanfairpwllgwyngyll y a sólo unos pocos metros al sur de la A55.
Es un pueblo con sus partes antiguas y sus partes nuevas con dos molinos de viento ya en desuso al norte del pueblo y una central industrial moderna. Entre las instalaciones hay pubs, una oficina de correos y una escuela primaria. Antes había un Little Chef justo al salir del pueblo, el cual se cerró hace algunos años.
Sin embargo, el pueblo es más famoso probablemente por albergar la estación más meridional del Ferrocarril Central de Anglesey, que estuvo en uso entren 1864 y 1993. También se usaba en la línea principal de Bangor a Holyhead hsata 1963.
Star es un diminuto asentamiento compuesto por unas 20 casas unas 1,5 millas al este del pueblo.